# Vanessa (mariposa)
Vanessa es un género de lepidópteros ditrisios  de la familia Nymphalidae. El nombre del género puede derivar del nombre de mujer. Aunque también se ha sugerido que es una variante de Phanessa, una palabra griega para una divinidad mística. El nombre de la divinidad en realidad no es Phanessa, sino Fanes. Johan Christian Fabricius, el entomólogo que nombró el género usaba con frecuencia nombres originales de las divinidades clásicas cuando creaba nuevos nombres científicos.

## Especies
- Vanessa abyssinica (C. & R. Felder, 1867)
- Vanessa altissima (Rosenberg et Talbot, 1914)
- Vanessa annabella
- Vanessa atalanta
- Vanessa braziliensis (Moore, 1883)
- Vanessa buana (Fruhstorfer, 1898)
- Vanessa calliroe (Hübner, 1808)
- Vanessa cardui
- Vanessa carye (Hübner, 1812)
- Vanessa dejeanii (Godart, 1824)
- Vanessa dilekta
- Vanessa gonerilla
- Vanessa indica
- Vanessa itea
- Vanessa kershawi
- Vanessa myrinna (Doubleday, 1849)
- Vanessa samani (Hagen, 1895)
- Vanessa tameamea
- Vanessa terpsichore Philipi, 1859
- Vanessa virginiensis
- Vanessa vulcania (Godart, 1819)
- Subgénero: Cynthia incluye:
  - Vanesa  de los cardos (Vanessa cardui), que posee una distribución casi global
  - Dama pintada australiana (Vanessa kershawi)
  - Dama pintada americana (Vanessa virginiensis)
  - Dama pintada de la costa oeste (Vanessa annabella).